# Ривьер, Жан-Марк
Жан-Марк Ривьер (фр. Jean-Marc Riviere; род. 14 мая 1968) — новокаледонскийский шоссейный велогонщик.

## Карьера
На многодневной гонке Тур Новой Каледонии стал её победителем в 1992 году, а в 1995 и 1997 годах становился третьим.
В 1999 году сначала на чемпионате Океании занял второе место в индивидуальной гонке, проходившем в австралийском Сиднее. А спустя несколько дней выступил на первом издании Тур Даун Андер, где стал третьим на 5-м этапе и седьмым по итогам всей гонки.

## Достижения
1992
1-й на Тур Новой Каледонии
1995
3-й на Тур Новой Каледонии
1997
3-й на Тур Новой Каледонии
1999
 Чемпионат Океании — индивидуальная гонка
7-й на Тур Даун Андер